# 国际数学教育大会
国际数学教育大会（International Congress on Mathematical Education，ICME）是由国际数学联盟下屬的国际数学教育委员会每四年举行一次的全球数学教育界水平最高、规模最大的学术会议。首屆會議1969年在法國里昂舉辦。2021年首度在中华人民共和国舉辦，當年的国际数学教育大会在上海市舉行。